# لاك دوسن
لاك دوسن (بالإنجليزية: Lake Dawson)‏ هو لاعب كرة قدم أمريكية أمريكي، ولد في 2 يناير 1972 في بوسطن في الولايات المتحدة.

## وصلات خارجية
- لاك دوسن على موقع مرجع كرة القدم المحترفة.كوم (الإنجليزية)